# Sambuca (wapen)

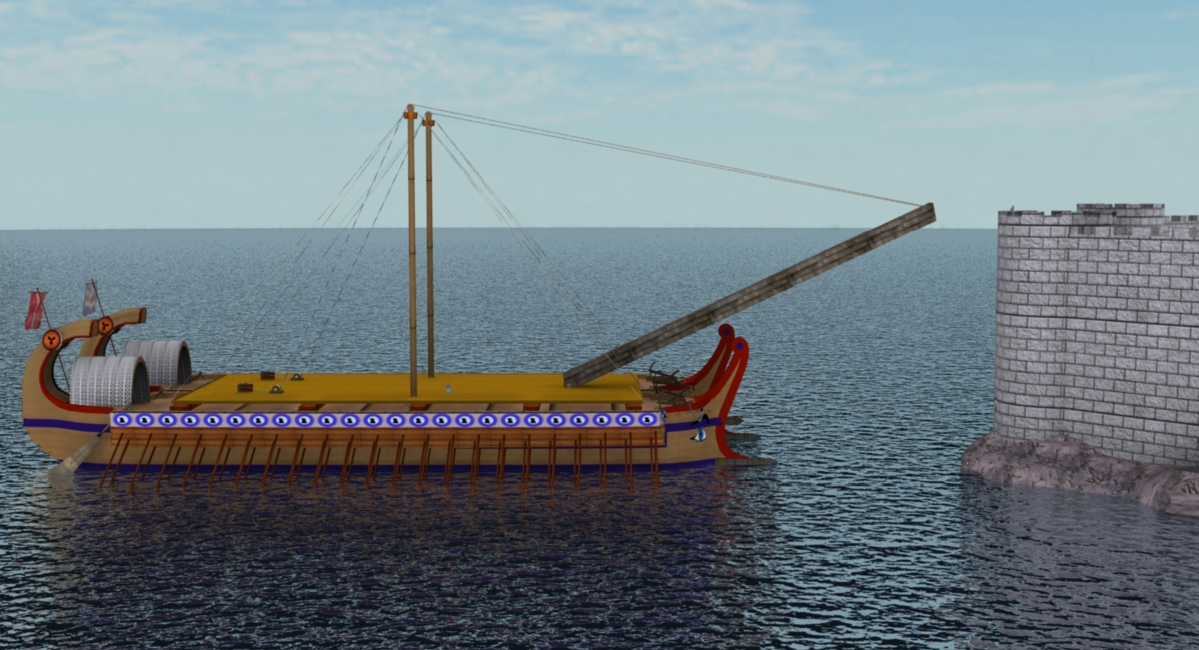
Reconstructie van een Griekse sambuca

De sambuca was een op twee of meerdere aan elkaar gebonden schepen vastgezette valbrug of belegeringstoren om aan zee grenzende vestingmuren in te nemen. De sambuca werd gebruikt in de Griekse oudheid en werd later door de Romeinen overgenomen. De naam is afgeleid van de sambuca, een muziekinstrument met een gelijksoortige vorm als het belegeringswapen.
De eerste sambuca's bestonden uit een brede overdekte valbrug die vanuit de schepen middels een systeem van aan de masten bevestigde touwen en katrollen op de vijandelijke muur werd neergelaten. Latere versies leken op gepantserde belegeringstorens met inpandige ladders en bovenop een valbrug. Deze torens hadden meestal verschillende verdiepingen vanwaaruit boogschutters of ballista's de verdedigers met projectielen onder vuur konden nemen, vergelijkbaar met de helepolis.